# 내 여자 친구의 남자 친구
내 여자 친구의 남자 친구(L'Ami De Mon Amie, My Girlfriend's Boyfriend)는 프랑스에서 제작된 에릭 로메르 감독의 1987년 코미디 영화이다. 엠마누엘 숄레 등이 주연으로 출연하였다.

## 출연

### 주연
- 엠마누엘 숄레
- 프랑수아-에릭 젠드론

### 조연
- 안느-로르 머리
- 소피 르누아르
- 에릭 빌라드

## 제작진
- 미술: Sophie Mantigneux